# Rumoi (phó tỉnh)
Rumoi (留萌振興局 Rumoi-shinkō-kyoku) là phó tỉnh của Hokkaidō, Nhật Bản. Tính đến ngày 1 tháng 10 năm 2020, dân số ước tính phó tỉnh là 22.936 người và mật độ dân số là 5,7 người/km2. Tổng diện tích phó tỉnh là 4.019,91 km2.

## Hành chính

### Thành phố, làng và thị trấn
| Tên                          | Tên      | Diện tích (km2) | Dân số | Huyện    | Loại đô thị | Bản đồ |
| Rōmaji                       | Kanji    | Diện tích (km2) | Dân số | Huyện    | Loại đô thị | Bản đồ |
| ---------------------------- | -------- | --------------- | ------ | -------- | ----------- | ------ |
| Enbetsu                      | 遠別町   | 590,86          | 2.966  | Teshio   | Thị trấn    |        |
| Haboro                       | 羽幌町   | 472,49          | 7.338  | Tomamae  | Thị trấn    |        |
| Mashike                      | 増毛町   | 369,64          | 4.634  | Mashike  | Thị trấn    |        |
| Obira                        | 小平町   | 627,29          | 3.277  | Rumoi    | Thị trấn    |        |
| Rumoi (trung tâm hành chính) | 留萌市   | 297,44          | 22.242 | Không có | Thành phố   |        |
| Shosanbetsu                  | 初山別村 | 280,04          | 1.249  | Tomamae  | Làng        |        |
| Teshio                       | 天塩町   | 353,31          | 3.241  | Teshio   | Thị trấn    |        |
| Tomamae                      | 苫前町   | 454,5           | 3.261  | Tomamae  | Thị trấn    |        |